# Герё, Эрнё

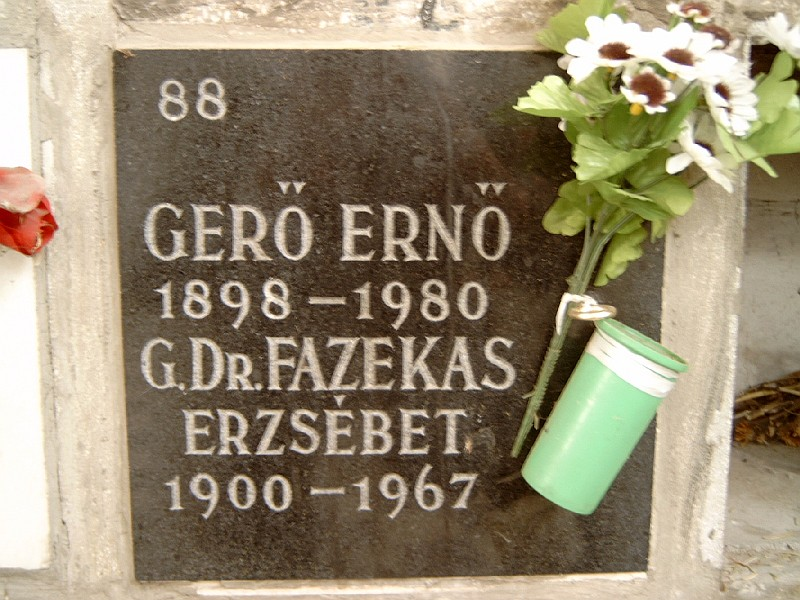
Надгробная плита на могиле Э.Герё и его супруги

Э́рнё Ге́рё (венг. Gerő Ernő; 8 июля 1898, Требушовце — 12 марта 1980, Будапешт), он же Эрнё Зи́нгер (венг. Ernő Singer) — венгерский государственный, политический и партийный деятель, еврейского происхождения, один из лидеров КПВ и ВПТ. Был одним из главных проводников сталинистской политики в Венгрии. Занимал ключевые правительственные посты в ВНР, являлся вторым лицом после Матьяша Ракоши в партийно-государственной иерархии. Во время антикоммунистического Венгерского восстания 1956 года бежал в СССР. После возвращения в ВНР при Яноше Кадаре к политической деятельности не допускался.

## Коммунистический активист
Родился в семье еврейского коммерсанта. При рождении получил имя Эрнё Зингер. В 1916 году поступил на медицинский факультет Будапештского университета, но не закончил учёбу. С 1918 года состоял в Коммунистической партии Венгрии (КПВ). Принял партийный псевдоним Эрнё Герё, ставший личным именем.
В 1919 году Эрнё Герё активно поддержал Венгерскую советскую республику. Служил в аппарате молодёжной организации КПВ. После разгрома Советской республики бежал от белого террора в Австрию. Вместе с Имре Шаллаи пытался организовать венгерскую коммунистическую эмиграцию в Австрии, Чехословакии и Румынии. В 1922 был депортирован в Венгрию. Приговорён хортистским судом к 15 годам тюрьмы, однако вскоре выслан в СССР.

## Проводник сталинистского курса
С 1923 года проживал в Москве. Играл видную роль в аппарате Коммунистического интернационала. Курировал в Коминтерне страны «латинской Европы» — Францию, Италию, Испанию, Португалию, Бельгию. Получил советское гражданство, тесно сотрудничал с ОГПУ—НКВД. Стоял на позициях ортодоксального сталинизма.
В 1936 году Эрнё Герё под псевдонимом Педро Родригес Санчес был направлен в Испанию с миссией Коминтерна и НКВД. Во время испанской гражданской войны выступал активным проводником сталинской политики. Сыграл важную роль в разгроме леворадикальной ПОУМ и убийстве Андреаса Нина. За эти действия получил кличку Барселонский мясник.
После поражения испанских республиканцев Эрнё Герё вернулся в СССР. В 1940 году в СССР прибыл освобождённый из хортистской тюрьмы Матьяш Ракоши. Ракоши и Герё возглавляли в Москве заграничное бюро ЦК КПВ — политический центр венгерского коммунистического движения. Во время Второй мировой войны Герё выступал также политическим советником Национального комитета «Свободная Германия».

## Партийно-государственный руководитель

### Член Политбюро
В январе 1945 года Эрнё Герё вместе с Матьяшем Ракоши вернулся в Венгрию. С 26 января по 11 мая 1945 был членом временного правительства — Высшего Национального совета. После прихода коммунистов к власти в Венгрии была установлена сталинистская диктатура Ракоши. Эрнё Герё являлся вторым лицом партийно-государственной иерархии. Он состоял в Политбюро ЦК ВПТ (создана после поглощения коммунистами социал-демократической партии), занимал посты министра финансов (1948—1949) и министра внутренних дел (1953—1954).
Герё являлся партийным куратором экономической и карательной политики режима — огосударствления экономики, коллективизации, массовых репрессий. Крайняя жёсткость венгерского ракошизма, в том числе масштабы репрессий Управления госбезопасности, в значительной степени определялась мировоззрением и практикой Герё.

### Первый секретарь ЦК
После смерти Сталина в 1953 году в ВНР начался затяжной социально-политический кризис. 18 июля 1956 года Матьяш Ракоши был вынужден уйти в отставку с поста первого секретаря ЦК ВПТ. 21 июля его сменил Эрнё Герё, однако такая замена воспринималась обществом как попытка сохранить основы сталинистского режима.
В время краткого периода руководства Герё произошла нормализация венгерско-югославских отношений, которые были фактически разорваны во время советско-югославского конфликта. На этот шаг Герё согласился под давлением нового советского руководства. Герё 30 сентября 1956 года, находясь в СССР, договорился с Хрущёвым о том, что венгерская партийно-правительственная делегация посетит Югославию 15 октября того же года. После этого соглашения Герё прибыл в Белград и публично принёс в присутствии И. Тито извинения за антиюгославскую кампанию в Венгрии. 22 октября 1956 года была подписана венгерско-югославская декларация о восстановлении дружеских отношений.

## Бегство от восстания
23 октября 1956 года началось антикоммунистическое Венгерское восстание. Вечером Герё выступил по радио с резким осуждением демонстраций, которые он охарактеризовал как «фашистские», «шовинистические» и «антисемитские». Эта речь вызвала массовое возмущение. Арпад Гёнц — участник событий и будущий президент Венгрии — сравнил выступление Герё с канистрой бензина, выплеснутой в огонь. Существует мнение, что если бы на место Ракоши заступил не Герё, а Янош Кадар или Имре Надь, события не приняли бы столь жёстких форм и движение могло не перерасти в революцию.
25 октября, на фоне развернувшихся в Будапеште уличных боёв, Эрнё Герё ушёл в отставку с поста первого секретаря ЦК ВПТ. Его сменил Янош Кадар, под руководством которого партия была преобразована в новую компартию ВСРП, отвергавшую преступления ракошизма. 29 октября Герё вместе с семьёй и некоторыми другими видными ракошистами (в том числе Ласло Пирошем, в 1954 — преемником Герё на посту министра внутренних дел) бежал в СССР.

## Возвращение и опала
Только в 1960 году Эрнё Герё получил разрешение вернуться в Венгрию. Уединённо проживал в Будапеште, работал переводчиком. К политике Герё не допускался, из компартии был исключён за участие в массовых репрессиях. Деятельность Герё как партийно-государственного руководителя официально осуждалась. Неоднократно он обращался с просьбой о вступлении в ВСРП (последний раз в 1977 году), но получал отказ.
Скончался Эрнё Герё от сердечного приступа в возрасте 81 года.

## Личность
Известный социолог Петер Кенде вспоминал Эрнё Герё, с которым он часто ездил на сельские предвыборные собрания в конце 1940-х годов и таким образом хорошо познакомился с ним:
«Герё был крайним пуританином в быту, сдержанным, вежливым человеком, довольно скрытным и даже по-человечески застенчивым. Обычно он разговаривал со всеми с большим уважением, независимо от того, занимали ли они низкие или высокие должности. Вынося суждение об Эрнё Герё, нужно учитывать, что (насколько мне известно) он был наименее кровожадным из высшего руководства, принимавшего решения в 1950-е годы. Примечательно, что никто из окружения Герё не пропал, что он не позволил арестовать своих людей».

## В массовой культуре
Герё фигурирует в эпизоде романа (автор Вилмош Кондор) и одноимённого фильма «Будапештский нуар» (2017), однако для зрителей, незнакомых с историей Венгрии, его роль в событиях (происходивших в довоенной Венгрии) остаётся непонятной.